# Parator
Parator is een geslacht van straalvinnige vissen uit de familie van Cyprinidae (Eigenlijke karpers).

## Soort
- Parator zonatus (Lin, 1935)